# Agência de Notícias Comum dos Países Não Alinhados
Agência de Notícias Comum dos Países Não Alinhados (NANAP, em inglês) foi um sistema de cooperação entre agências de notícias de países não alinhados que durou de 1975 a meados da década de 1990. O NANAP foi inicialmente liderado, patrocinado e promovido pela agência Tanjug da Iugoslávia, e reunia diversos órgãos de notícias estatais, especialmente na África e no Sul da Ásia.
Outros diversos nomes e traduções são usados, como Pool das Agências de Notícias de Países Não Alinhados, Consórcio das Agências Não Alinhadas e Agência Comum dos Países Não Alinhados.

## História
O NANAP foi fundado no final de 1974 e começou a operar em janeiro de 1975, inicialmente com uma série de despachos com declarações e parabéns feitos pelos chefes-de-Estado dos países envolvidos. A ideia atendia a diversas reivindicações por um novo equilíbrio no fluxo de informações mundial, feitas desde o início da década de 1970 pelo Movimento Não Alinhado (MNA) durante os debates sobre a Nova Ordem Mundial da Informação e Comunicação (NOMIC). Mais tarde, estas discussões seriam auspiciadas pela UNESCO e culminariam na aprovação do Relatório MacBride em sua 20ª conferência em Belgrado, 1980.
Nesse ínterim, o NANAP operou como uma cooperação internacional, institucional, colaborativa e não onerosa entre agências de notícias do Terceiro Mundo. Seu principal papel era abastecer suas próprias mídias com notícias não enviesadas — ou, no máximo, enviesadas com sua própria visão de mundo — e oferecer textos contra-hegemônicos sobre o noticiário internacional a respeito de países em desenvolvimento.
A Tanjug, especificamente, teve um papel de liderança não apenas por sediar e fornecer equipamentos, técnicos e treinar mas jornalistas de países subdesenvolvidos mais pobres, mas também por imprimir ao sistema a visão iugoslava de autogestão. Apesar de o Pool não ter sede oficial, a maior parte das operações nos primeiros anos foi realizada em Belgrado.
Outras agências ativas no Pool Não Alinhado foram a Maghreb Arab-Presse (do Marrocos), a TAP da Tunísia, a INA do Iraque e a IRNA do Irã. O NANAP começou a entrar em um lento declínio após 1980, quando as negociações sobre a NOMIC foram transferidas para o âmbito da ONU, sob a UNESCO. Mas, após a saída tanto dos EUA quanto do Reino Unido da organização, a iniciativa perdeu apoio financeiro e sofreu um boicote por instituições ocidentais pró-livre-mercado.
Também em 1980, o Marechal Tito morreu, e as novas lideranças da Iugoslávia desviaram o foco para outras prioridades. Ainda no mesmo ano, o Iraque e o Irã começaram sua longa guerra de 8 anos e o NANAP foi usado como meio de circulação de propaganda de guerra tanto pela INA quanto pela IRNA.
Apesar de fundamentalmente inativo, o Pool foi oficialmente liderado pela IRNA até meados dos anos 1990 e mais tarde pela Bernama da Malásia até 2005, quando a conferência de ministros da Informação do Movimento Não Alinhado determinou a criação de uma Rede de Notícias Não Alinhadas para ressurgir o NANAP.